# 相互確証破壊

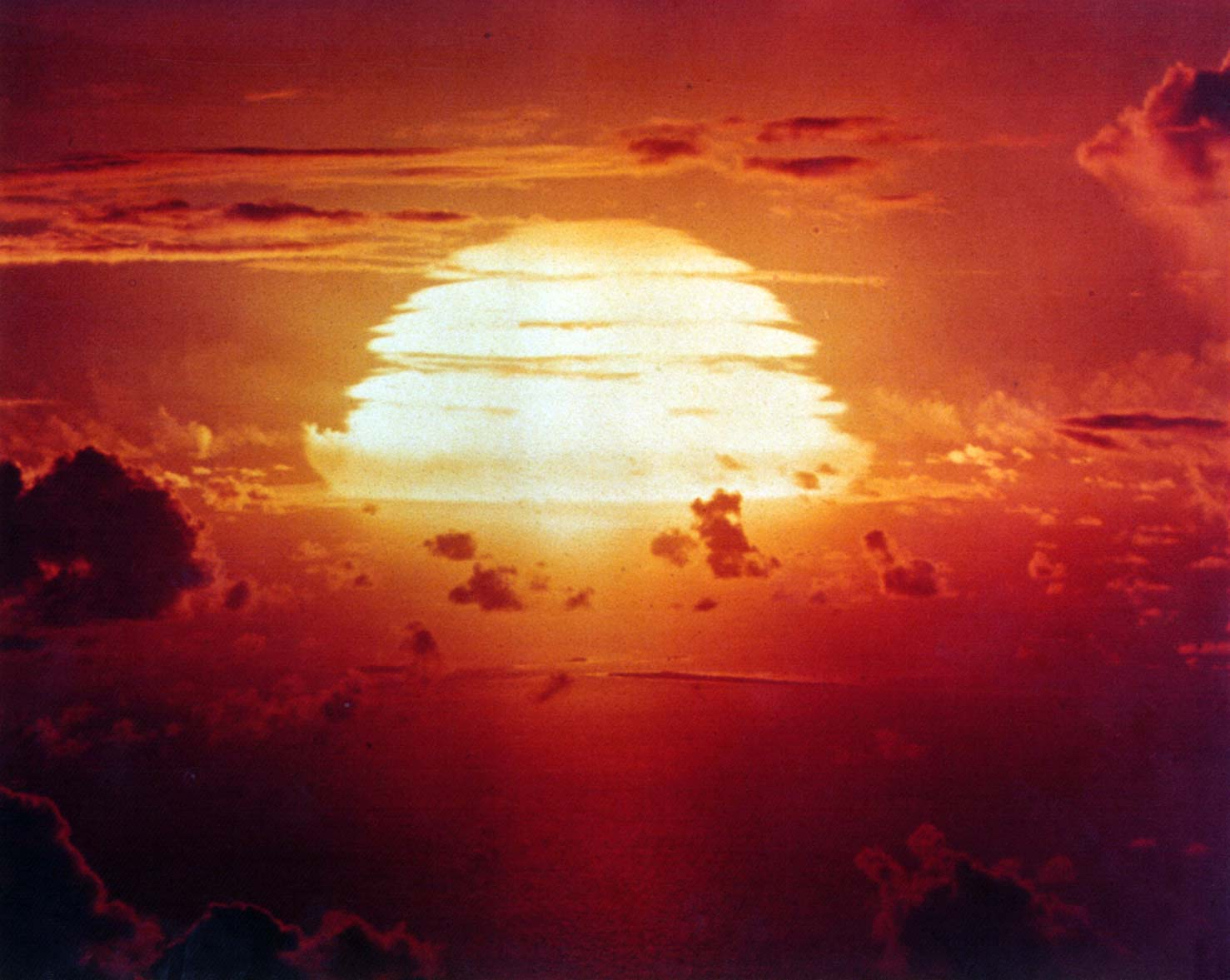
核実験の核爆発（レッドウィング作戦）。核兵器の致命的な破壊力が相互確証破壊を生み出した。

相互確証破壊（そうごかくしょうはかい、英: mutually assured destruction, MAD）とは、核戦略に関する懲罰的抑止をもとにした相互抑止の概念。1965年にジョンソン政権にてマクナマラ国防長官が打ち出した。

## 概要
対立する2つの核大国の一方が、他方に対し先制核攻撃をした場合、被攻撃国の破壊を免れた残存核戦力によって確実に報復できる能力を保証する態勢である。これにより、先制核攻撃を行った攻撃国も、相手の報復核攻撃によって耐え難い損害を受けることになるため、MADが成立した2つの核大国間では、先制核攻撃を理論上は抑止し得る。
米ソ間にMADが成立した1970年代以降から1991年の冷戦崩壊まで、この2国間では直接の軍事力行使は行われなかった。

## 相互確証破壊成立の要件
相手国を破壊できる十分な報復核戦力の態勢が必要である。そのため、僅かな数の核兵器の保有では、MADは成立しない。
報復核戦力の非脆弱性と残存性が必要となる。第一撃によって第二撃能力が壊滅し無力化する状況では、MADは成立しえない。これには、核搭載戦略爆撃機の常時上空待機、SLBMや鉄道やTEL等の車載型ICBMなどの探知が困難な核運搬体、迎撃が難しく相手国のミサイル防衛を突破する極超音速滑空体などが手段となり得る。またミサイルサイロの抗堪性、秘匿、分散配置も考えられる。弾道ミサイルを固体燃料化することでも即応性が上がり相手の探知を困難にするため非脆弱性は向上する。
さらに相互脆弱性も必要となる。相手国の報復能力を保証するために、ミサイル防衛を制限するなどの損害限定能力を制限する戦略的コミュニケーションをとる必要がある。
さらに観測態勢と即応態勢も必要となる。相手国の第一撃の発射を探知・検出し、それらが着弾するまでのわずかな時間に報復の核兵器を発射できる態勢を整えねばならない。

## 相互確証破壊と拡大核抑止
MADが成立した2国間においては、拡大核抑止（核の傘）が機能しない可能性が指摘されている。
米ソ間でMADが成立した冷戦後期における、日ソ間あるいはNATOとソ連間の米国の拡大核抑止の信憑性と実効性が議論されている。

## 相互確証破壊成立の歴史

### 数量競争の時代
キューバ危機時代は、相互の核兵器数量が少なかったうえ技術も未熟だったため、互いに相手の固定大陸間弾道ミサイル (ICBM) 発射基地に向けて核を投射し、数が多いほうが残存した核で都市攻撃を行えるため優位に立った。ソ連・ロシア及び米が互いに同等の核兵器数量を保有することを追求してきた主な背景である。

### 即応性向上の時代

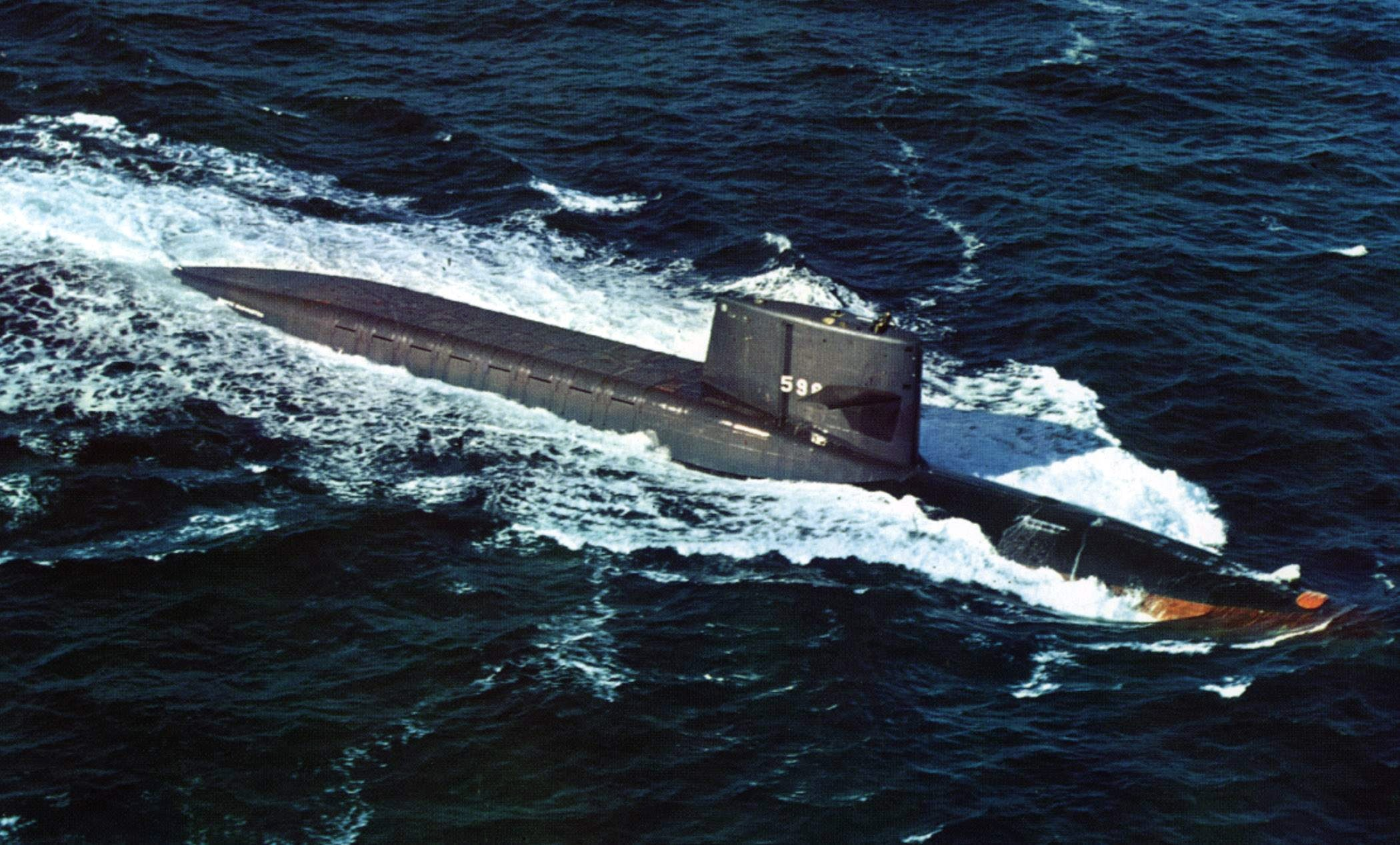
世界初の弾道ミサイル原子力潜水艦ジョージ・ワシントン

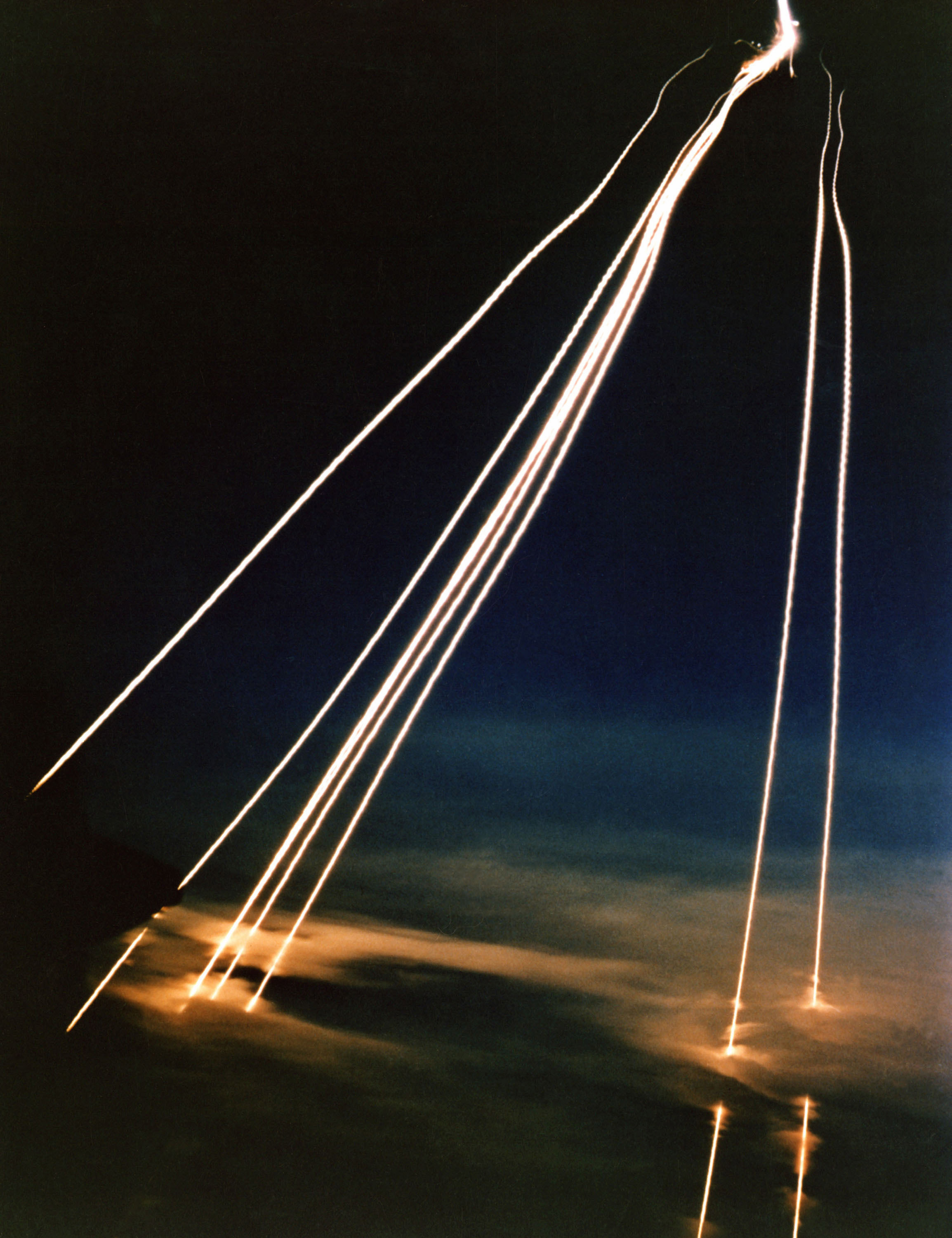
複数の核弾頭を搭載するピースキーパー

数が少なくても、相手の核ミサイルが着弾する前に発射してしまえば、破壊されることはない。冷戦期はGPSもなく慣性航法装置も誤差が大きく、潜水艦や移動式ミサイルは発射時に正確な現在自己位置が判らず着弾誤差が大きく、敵ICBMサイロ至近に精密に着弾させるのが困難であった（また戦略ミサイル搭載原子力潜水艦は高価であり、当初は射程が不十分なものだった）。そのため固定式陸上発射ICBMの即応性を向上し、着弾前に発射することに大きな努力が払われた。例えば、液体酸素を用いる液体燃料ロケットから非対称ジメチルヒドラジンや固体燃料式（ロケットエンジンの推進剤参照）への切り替えが行われた。しかし、着弾前に自動発射するシステムの整備によって「偶発発射かどうか」、「自国への発射かどうか」を確認する時間がわずかとなり、偶発核戦争の脅威も高まった。
また、核弾頭の小型化で1本の核ミサイルで3-18発の核弾頭を投射できるようになり (MRV、MIRV)生残性は向上した。その結果、米ソともに数万の核弾頭を配備し、核戦争がおこった場合の惨禍も想像を絶するものになってしまった。

### 核戦力移動式の時代
GPSの開発やリングレーザージャイロの開発で、移動式発射機や潜水艦の自己位置が精密に計測できるようになり、ソ連では潜水艦より安価に済む、車載式移動発射装置の普及が進んでいる。
また平均誤差半径 (CEP) の向上によって、威力半径の狭い小型軽量の核弾頭でも、充分に成果を挙げられるようになったため、ソ連のICBMも40t前後に小型化しつつあることも、車載式を可能にした理由の一つであろう。一方アメリカ軍では、潜水艦発射弾道ミサイルのCEPが向上し多弾頭化が進んだので、少数の潜水艦で充分な数の核弾頭を発射可能となり、潜水艦発射弾道ミサイルの費用対効果が向上したので、潜水艦発射ミサイルへの依存を強めている。
この時代に至って、米ソ間に相互確証破壊が成立した。

## 中国の相互確証破壊戦略
中国は核戦力の近代化により相互確証破壊の成立を目指しており、2020年代には相互確証破壊が成立すると予測されている。
中国がこれまで配備してきた大陸間弾道ミサイル東風-5は液体燃料固定式であるため、配備場所が固定されており、また燃料注入中に先制核攻撃で破壊される可能性が高く、相互確証破壊は極めて不完全であった。しかし、2007年から固体燃料移動式の大陸間弾道ミサイル東風-31Aの配備を始めた。移動式大陸間弾道ミサイルは先制核攻撃の目標圏外に逃避可能であるほか、そもそも擬装されていると発見自体が困難であるため固定式大陸間弾道ミサイルとは比較にならない生残性があるとされている。
また、中国の戦略原潜の夏型原子力潜水艦は1隻しかない上に搭載する弾道ミサイルは改良型でも射程4000km以下であり、ハワイ以東に進出しないと米国西海岸を射程に収める事ができない上、騒音対策も未熟で発見されやすく、発射する前に撃沈される可能性が高かった。2015年頃にかけて晋型原子力潜水艦が5隻配備され、1隻あたり12基の大陸間弾道ミサイル巨浪二型（JL-2）（射程8,000km以上）を運用可能で、生残性と即応性が大幅に向上したとされている。これらにより、近い将来、中国は相互確証破壊を成立させ、米国、ロシア、中国の間で互いの核の傘が消滅すると見られている。

## 観測から報復まで
核兵器の発射は主に早期警戒衛星で観測する。平時の情報収集により敵方のミサイルサイロの位置はマークされているため、早期警戒衛星はそのような場所から発射に伴う爆発炎など兆候を監視している。相互確証破壊を成立させる上では、相手方による発射を検出してから、それらが着弾するまでに応酬用の核兵器を発射できる態勢を整えねばならない。
一般的に、射程が10,000キロメートル級のICBMでは、発射から着弾までの時間は30分程度とされている。地上に設営されたミサイルサイロではなく、潜水艦発射弾道ミサイル（SLBM）の場合は、発射の検出に時間がかかるため、事態はいっそう切迫する。このわずかな時間内に意思決定を行い、ミサイルサイロに指示を伝達し、発射にかかるすべての作業を完了させなければならない。相互確証破壊を実現するには、数や威力の上で核武装を充実させることが大切ではあるが、それ以上に即応性が求められる。即応性を向上させるために様々なシステムが考案された。

## 旧ソビエト連邦およびロシアの自動報復システム
旧ソビエト連邦およびロシアでは、米国の先制核攻撃により司令部が壊滅した場合に備え、自動的に報復攻撃を行えるよう「死の手」と呼ばれるシステムが稼動している。
これはロシア西部山中の基地に1984年から設置されているもので、ロシアの司令部が壊滅した場合、特殊な通信用ロケットが打ち上げられ、残存している核ミサイルに対し発射信号を送ることで米国に報復するものである。

## 冷戦期を振り返ると
米ソおよび双方の同盟国における冷戦期について、「両陣営が相互確証破壊の状態を維持した結果、核兵器が使われず、平和を保つことができた」とする説を核抑止説と言う。核兵器開発のために巨額の資金や労力を注入しつづけたことは、結果的には「ひとたび核兵器を使えば確実かつ完全に核兵器により報復されてしまう」という状況を作った。もっとも、米ソ双方による核抑止で平和が保たれたのは実際には米ソという大国間のみであって、その周辺国では米ソの代理戦争が行われていたため、実際には世界は平和ではなかった。
何度かの戦略核兵器の削減交渉が行われ、ミサイルの配備数を減じる要求を相互に提示した。しかし双方とも、相互確証破壊の維持を大前提とし、核の均衡を崩す削減要求は受け入れなかった。

## 核拡散の時代において
米ソ間の冷戦が終結し、これらに関わった国家では核兵器の廃棄が進んでいるのに対して、新たに核武装を行う国家が現れた。それらの国家が新たに核武装を行ったり核兵器保有量を増強したりする理由の中にも、相互確証破壊の考えがある。それらの国家は想定する敵対国の核攻撃に対して確実な応酬ができるようにすることを掲げ、ミサイル技術などの開発に注力している。
しかしながら、こうした新規の核保有国は核弾頭や運搬手段の開発には注力していても、早期警戒衛星システムの開発・整備についてはどの程度進捗しているかは、窺い知れない。相互確証破壊は即応性とともに、敵からの攻撃を「間違いなく」探知できる正確性があってこそ成立するものであり、エラー（誤認、誤探知）は許されない。かつての米・ソ間には着弾まである程度の時間的余裕が存在し、ホットラインの設置など、エラーを補正するシステムも用意されていた。しかし、敵対関係にあって相互の意思疎通もままならず、早期警戒システムも未熟な隣国同士が互いに核武装して対峙した場合（例えば、インドとパキスタンなど）、着弾し報復不能になるまでごく短時間しか余裕が無く、相手が本当に発射・攻撃したか確認できないまま「報復」に踏み切ってしまう、すなわち、抑止どころか、偶発核戦争のリスクを高めてしまう可能性さえ存在する。核拡散の時代においては、相互確証破壊による核戦争の抑止は、機能しないと言える。

## 相互確証破壊を描いた作品
小説
- 霊長類南へ
- 渚にて
- 復活の日

映画
- 未知への飛行
- 博士の異常な愛情 または私は如何にして心配するのを止めて水爆を愛するようになったか
- 地球爆破作戦

漫画
- 火の鳥 未来編
- 沈黙の艦隊
- ドラえもん ペンシル・ミサイルと自動しかえしレーダー

アニメ
- ドラえもん のび太の海底鬼岩城
- ドラえもん のび太と雲の王国

## 関連文献
- Sagan, Scott D.; Waltz, Kenneth N. (2012-07-31), The Spread of Nuclear Weapons: An Enduring Debate : with new chapters on Iran, Iraq, and North Korea, and on the prospects for global unclear disarmament (Third ed.), New York: W.W. Norton & Company, ISBN 978-0-393-92010-9
- Waltz, Kenneth N. (1981), “The Spread of Nuclear Weapons: More May Better”, Adelphi Papers (London: International Institute for Strategic Studies) (Number 171)